# Conte Baldwin di Bewdley
Conte Baldwin di Bewdley è un titolo nobiliare inglese nella Parìa del Regno Unito.

## Storia

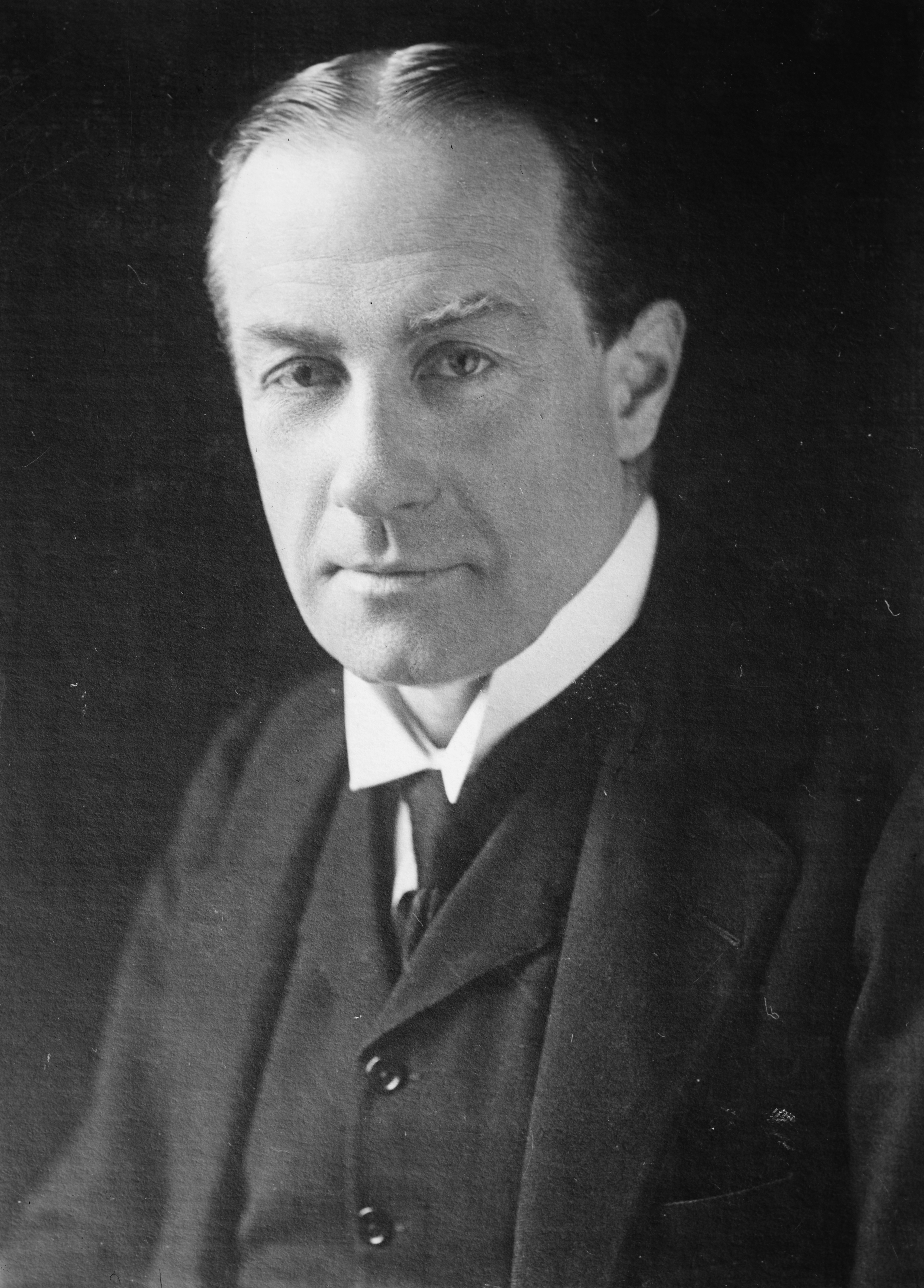
Stanley Baldwin,
I conte Baldwin di Bewdley

Il titolo venne creato nel 1937 per il politico conservatore Stanley Baldwin che fu primo ministro dal 1923 al 1924 e dal 1924 al 1929 e nuovamente dal 1935 al 1937. Baldwin venne creato anche Visconte Corvedale, di Corvedale nello Shropshire, al momento della concessione della contea.
Il I conte Baldwin di Bewdley venne succeduto dal figlio primogenito, Oliver. Figura controversa, il II conte fu membro del parlamento tra le file dei laburisti e per qualche tempo sedette contrapposto al padre alla camera dei comuni. Alla morte id Oliver i titoli passarono al fratello minore, Arthur, il III conte.
Attualmente il titolo è passato al figlio di quest'ultimo, Edward, il IV conte, succeduto al padre nel 1976.
Alfred Baldwin, padre del I conte, fu anch'egli un politico.
La sede della famiglia era Astley Hall, nel Worcestershire, ed attualmente è Manor Farm House, a Wolvercote, nell'Oxfordshire.

## Conti Baldwin di Bewdley (1937)
- Stanley Baldwin, I conte Baldwin di Bewdley (1867–1947)
- Oliver Ridsdale Baldwin, II conte Baldwin di Bewdley (1899–1958), figlio primogenito del I conte
- Arthur Windham Baldwin, III conte Baldwin di Bewdley (1904–1976), figlio minore del I conte
- Edward Alfred Alexander Baldwin, IV conte Baldwin di Bewdley (1938–2021), figlio del III conte

L'erede apparente è il figlio dell'attuale detentore del titolo, Benedict Alexander Stanley Baldwin, visconte Corvedale (n. 1973)